# Big Gemini
Big Gemini (ou Big G) est une version agrandie du vaisseau spatial Gemini proposée à la NASA par le constructeur américain McDonnell Douglas en 1967 pour assurer la relève des équipages et le ravitaillement des stations spatiales civile Skylab  et militaire MOL qui étaient à l'époque en cours de conception. Le constructeur des vaisseaux spatiaux Mercury et Gemini cherchait ainsi à assurer la survie de son activité après la perte du contrat pour le développement vaisseau Apollo. De leur côté la NASA et l'Armée de l'Air américaine avaient besoin pour le ravitaillement de leur station spatiale habitée d'un engin d'une capacité plus importante que les vaisseaux Gemini et Apollo existants : selon les estimations de l'époque le ravitaillement d'une station spatiale habitée nécessitait le lancement d'une douzaine de vaisseaux par an transportant de 2 ou 3 astronautes pour assurer la relève et de 1  à   7 tonnes de fret tout en étant capable de ramener 0,6 m3 de fret au sol. La NASA envisageait qu'à la fin des années 1970, l'équipage de la station spatiale soit porté de 6 à 24 astronautes nécessitant un vaisseau capable de transporter jusqu'à 12 personnes et 12 tonnes de fret et de ramener 7 tonnes sur Terre.
Big Gemini comprenait 4 composants en allant de l'avant vers l'arrière : la tour de sauvetage empruntée au programme Apollo, le module de descente chargé de transporter l'équipage, le module contenant les rétrofusées ainsi que des réservoirs d'eau et d'oxygène et enfin  le module de manœuvre doté d'une capacité cargo :
- Le module de descente de Big Gemini devait être une version modifiée du module de Gemini B en cours de développement pour le programme MOL. Il reprenait de ce vaisseau en particulier le cockpit, le système de contrôle environnemental, l'électronique et la capacité à rester en orbite amarré à la station sur de longues périodes sans diminution de ses capacités. Par rapport au module Gemini B, il était prolongé vers l'arrière portant son diamètre à 3,91 mètres - le même que celui du vaisseau Apollo - pour permettre la création d'un deuxième compartiment pressurisé capable d'accueillir jusqu'à 10 passagers ou un mélange de fret et de passagers. La capacité était deux fois plus importante que celle du vaisseau Apollo pour une masse totale identique. L'écoutille prévue sur le vaisseau Gemini B était maintenue pour  permettre aux deux pilotes de pénétrer dans le compartiment arrière. Celui-ci était également doté sur son arrière d'un tunnel qui traversait le bouclier thermique et permettait à l'équipage de pénétrer dans la station spatiale après avoir traversé le module de manœuvre et cargo.
- Le module de manœuvre et cargo contenait à la fois les moteurs de manœuvre, le système chargé de fournir l'énergie au vaisseau et des zones de stockage cargo pressurisée et non pressurisée. Un tunnel pressurisé traversait le module de part en part et débouchait sur une écoutille permettant de passer dans la station spatiale après l'amarrage : contrairement au vaisseau Apollo, l'amarrage se faisait en effet par l'arrière et était piloté depuis un poste installé dans le tunnel. La taille de ce module était variable selon la mission : pour l'Armée de l'Air le diamètre était de 4,57 mètres tandis qu'il était porté à 6,61 m pour les missions de la NASA.

Deux vaisseaux de référence ont été définis : une version légèrement modifiée de Gemini B d'une capacité de neuf personnes appelée Min-Mod Big G et un concept avancé, appelé Advanced Big G, pouvant accueillir 12 astronautes, ayant la même géométrie extérieure, mais avec de nouveaux sous-systèmes modernes. Trois lanceurs, Saturn IB, Titan IIIM, et Saturn INT-20 (S-IC/S-IVB) ont été étudiés pour une utilisation avec ce véhicule spatial. Saturn IB a été écarté à la fin de l'étude. 
Une autre particularité de ce vaisseau réside dans son mode de retour sur Terre : contrairement aux précédentes capsules américaines qui effectuaient un amerrissage, le véhicule Big Gemini devait atterrir sur Terre, grâce à des patins. De plus, il devait comporter une aile Rogallo, conçue par Northrop-Ventura Company en vertu d'une sous-traitance.
Dix-huit mois après la présentation du vaisseau, l'annulation de la station spatiale militaire MOL et la réduction draconienne du programme Skylab, contraint à utiliser pour ses besoins logistiques les vaisseaux Apollo déjà construits, entraînèrent l'arrêt des études sur le vaisseau Big Gemini.

## Spécifications
- Taille de l'équipage: 9 à 12
- Longueur: 11,5 m
- Diamètre maximum: 4,27 m
- Volume habitable: 18,7 m3
- Masse: 15 590 kg
- Charge utile: 2 500 kg
- Lanceurs: Titan 3M, Saturn IB, Saturn S-IC/S-IVB.